# نظام تحديد المواقع العالمي لضعاف البصر
منذ أن جرى تقديم نظام تحديد المواقع العالمي (جي بّي إس) في أواخر الثمانينيات، كانت هناك العديد من المحاولات لدمجه في نظام مساعدة التنقل للأشخاص المكفوفين والمعاقين بصريًا.

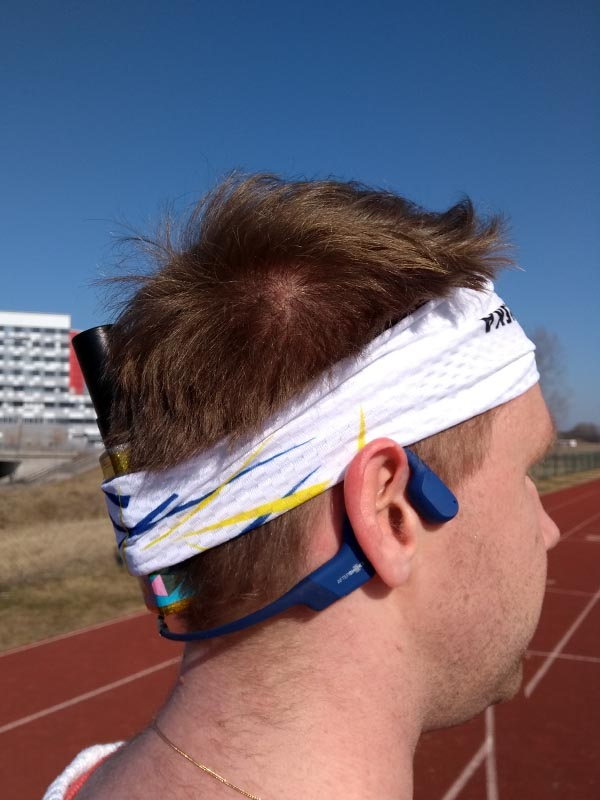
نظام الرفيق الرقمي Nordic Evolution للرياضيين ضعاف البصر

## برمجيات

### أندرويد(نظام تشغيل)

#### رايت هير (بالإنجليزية: RightHear)
رايت هير (بالإنجليزية: RightHear)، أُصدر لأول مرة في ديسمبر 2015. يستخدم بيانات من خريطة الشارع المفتوحة جنبًا إلى جنب مع قواعد البيانات الخاصة بها ومع هذه المعلومات، يوفر رايت هير لمستخدميه أوصافًا صوتية متعددة اللغات للبيئة، في الداخل والخارج.
الميزات الرئيسية لرايت هير هي على النحو التالي:
1. إبلاغ المستخدم بموقعه الحالي عند الطلب وتلقائيًا على فترات محددة مسبقًا. أيضًا، تزويد المستخدم برابط إلى وجهة ذات صلة عبر الإنترنت (إن وجدت) مثل القائمة في المطاعم ووصف المعروضات في المعالم الأثرية.
2. حفظ نقاط المستخدم المثيرة للاهتمام كتسجيلات. يمكن إخطار المستخدمين عندما يتعاملون مع هذه النقاط وسماع تسجيلاتهم الشخصية.
3. الإعلانات التلقائية للنقاط العامة ذات الاهتمام، وتقاطعات الشوارع، والنقاط المحفوظة من قبل المستخدم.
4. دعم تطبيقات وسائل النقل العامة الطرف الثالث مثل Moovit و Uber و Lyft وGett  وغيرها الكثير. يمكن لمستخدمي رايت هير إنشاء رحلتهم من موقعهم الحالي إلى وجهتهم ويمكنهم البحث عن الجداول والطرق إلى وجهتهم.
5. محاكاة المواقع، والسماح للمستخدمين باستكشاف أماكن بعيدة قبل السفر إلى هناك.
6. الإعلان عن نقاط الاهتمام العامة والمستخدمة والتقاطعات الموجودة في الاتجاه الذي يشير المستخدم إلى جهازه فيها. يوفر رايت هير أيضًا أصواتًا ثلاثية الأبعاد تتيح للمستخدم سماع المعلومات من الاتجاه المناسب عند تشغيل سماعاته.
7. الإعلان عن اتجاه السماء الذي يواجهه المستخدم عن طريق الضغط على الجهاز رأسياً.
8. الملاحة الداخلية عبر إشارات البلوتوث. يدعم رايت هير معيار وايفندر (بالإنجليزية: Wayfindr) المفتوح.
9. الاتصال بمساعد محلي إذا لزم الأمر من الشخص المعني في المبنى الذي يدعم رايت هير (مثل حفلات الاستقبال في الفنادق).

#### كورسير جي بّي إس (بالإنجليزية: Corsair GPS)
كورسير هو نظام تحديد المواقع للمشاة. يسمح لك باكتشاف الأماكن من حولك ويأخذك إلى هناك. جرى تطوير طريقة جديدة للإرشاد باستخدام ميزة اهتزاز الهاتف الذكي للإشارة إلى الاتجاه الذي يجب اتباعه. هذا الحل مفيد بشكل خاص للأشخاص الذين يعانون إعاقات بصرية.

#### سيداليون (بالإنجليزية: Cydalion)
هي أداة مساعدة للملاحة للأشخاص الذين يعانون من إعاقات بصرية للأجهزة التي تدعم تانجو. يكتشف الأشياء (بما في ذلك ارتفاعها)، ويقدم أصواتًا مخصصة وله واجهة مستخدم مخصصة.

#### لازاريلو (بالإنجليزية: Lazarillo)
يعتمد لازاريلو على خرائط جوجل وخريطة الشارع المفتوحة وفورسكوير جنبًا إلى جنب مع قواعد البيانات الخاصة بهم ومع هذه المعلومات يجمع لازاريلو البيانات الضرورية حول محيط المستخدم لدعم الميزات التالية:
1. الاستكشاف: يمكن أن يوفر لك هذا التوجيه من خلال الإخطارات/ التحذيرات الصوتية. سيخبرك بمكانك وما هي الخدمات الموجودة حولك.
2. عمليات البحث المحددة: من خلال علامة التبويب "بحث"، يمكنك الحصول على بحث عن موقع محدد.
3. البحث حسب الفئات: ابحث عن الأماكن من حولك، باستخدام الفئات؛ مثل المطاعم والمراكز الصحية وخدمات النقل.
4. حفظ المفضلة: من أجل الوصول بسرعة إلى الأماكن المفضلة لديك في المدينة، انقر فوق "حفظ" حتى تصبح متاحة على الفور.
5. التخصيص:  تعديل الصوت الذي سيقودك عبر المدينة.
6. التوجيه من نقطة إلى أخرى: بالمشي أو السيارة أو الحافلة أو مترو الأنفاق، ستنتقل من نقطة إلى أخرى بواسطة خدمة التوجيه. بعد المكان الذي تريد الوصول إليه، سيرن منبه إذا كنت تقترب من المكان. تعمل هذه الميزة أيضًا إذا جرى إيقاف وضع الفحص مؤقتًا.

### أنجيو (بالإنجليزية: ANGEO)
صُمم في فرنسا للتعويض عن قيود نظام تحديد المواقع العالمي (جي بّي إس) التقليدي وتطبيقات الهواتف الذكية للمكفوفين وضعاف البصر. ثمرة ثمان سنوات من البحث بالتعاون مع المركز الوطني للبحوث العلمية، أنجيو هو الجهاز الوحيد القادر على توجيهك بشكل منفصل وموثوق عند عبور المناطق التي يجري فيها إخفاء أقمار الجي بّي إس الصناعية.

### آي أو إس(بالإنجليزية: iOS)
عندما طرحت شركة أبل (بالإنجليزية: Apple) هاتف أيفون 3 جي إس في عام 2009، كان أول جهاز بشاشة تعمل باللمس يمكن الوصول إليه من قبل المكفوفين. زاد استخدام أجهزة آي أو إس بشكل ثابت بين السكان المكفوفين وضعاف البصر، وقد جرى تطوير العديد من تطبيقات جي بّي إس التي تستهدف هذه المجموعة من المستخدمين منذ ذلك الحين.

#### أريادن جي بّي إس (بالإنجليزية Ariadne GPS)
أُصدر أريادن جي بّي إس، الذي طوره لوكا جيوفاني سيافوني، في يونيو 2011 وكان أحد تطبيقات جي بّي إس الأولى المصممة خصيصًا للمستخدمين المكفوفين وضعاف البصر. يعتمد على بيانات خرائط جوجل ويحتوي على الميزات التالية:
1. إبلاغ المستخدم بموقعه عند الطلب وفي فترات زمنية قابلة للتهيئة.
2. السماح للمستخدم بحفظ النقاط التي تهمه. سيقوم التطبيق بتنبيه المستخدم عندما يقترب من النقطة. يمكن للمستخدمين تحديد مسافة التنبيه بشكل منفصل لكل نقطة.
3. خريطة قابلة للوصول: يمكن للمستخدم تمرير إصبعه على الشاشة وسيعلن التطبيق المنطقة أو عنوان الشارع (حسب التكبير/ التصغير) تحت أصابعه. طور سيافوني خريطته الخاصة التي يمكن الوصول إليها لنظام أريادن جي بّي إس. كان حله متاحًا قبل ظهور خرائط أبل التي يمكن الوصول إليها في نظام التشغيل آي أو إس 6.
4. استيراد وتصدير نقاط الاهتمام.

#### بلايند سكوير (بالإنجليزية: BlindSquare)
جرى تطويره بواسطة إم آي بّي سوفت (بالإنجليزية: MIPsoft) وأُصدر لأول مرة في مايو 2012. يستخدم بيانات من فورسكوير وخريطة الشارع المفتوحة ويقدم مجموعة كبيرة من الميزات التي تغطي احتياجات المسافرين المكفوفين وضعاف البصر. يعتمد على بيانات فورسكوير وخريطة الشارع المفتوحة وخرائط أبل ويدعم الميزات التالية:
1. إعلام المستخدم بموقعه الحالي عند الطلب وبشكل تلقائي في فترات زمنية محددة مسبقًا.
2. حفظ نقاط اهتمام المستخدم. يمكن إخطار المستخدمين عند الاقتراب من هذه النقاط على مسافة من اختيارهم، والتي يمكن تحديدها بشكل فردي لكل نقطة.
3. الإعلان التلقائي عن نقاط الاهتمام العامة وتقاطعات الشوارع والنقاط المحفوظة من قبل المستخدم.
4. إرسال إحداثيات الوجهات إلى تطبيقات الملاحة التابعة لجهات خارجية. يعمل بلايند سكوير جنبًا إلى جنب مع أكثر من تسعة تطبيقات تنقل تابعة لجهات خارجية.
5. من خلال دعم تطبيقات النقل العام التابعة لجهات خارجية، يتيح بلايند سكوير للمستخدمين إرسال إحداثيات موقعهم الحالي ووجهتهم إلى العديد من التطبيقات حتى يتمكنوا من البحث عن الجداول الزمنية والطرق إلى وجهتهم.
6. تسمح قائمة الصوت للمستخدمين بتنشيط العديد من وظائف بلايند سكوير بالضغط على الأزرار الموجودة في سماعات الرأس الخاصة بهم بدلاً من استخدام شاشة اللمس الخاصة بجهاز آي أو إس الخاص بهم.
7. محاكاة الأماكن ، والسماح للمستخدمين باستكشاف الأماكن البعيدة قبل السفر إلى هناك.
8. خريطة متكاملة يمكن الوصول إليها.
9. الإعلان عن نقاط الاهتمام العامة ونقاط الاهتمام والتقاطعات الموجودة في الاتجاه الذي يوجه المستخدم جهازه إليه.
10. الملاحة الداخلية عبر منارات البلوتوث. وهي تستخدم نظام تحديد موقع منارة بلايند سكوير, ولكن معيار وايفندر (بالإنجليزية: Wayfindr) المفتوح ايضًا.

## أنظمة الملاحة غير المصممة للمكفوفين ولكن يمكن الوصول إليها

### كابسيس كابتن
تقدم شركة كابسيس الفرنسية نظام ملاحة بدون شاشة، يعمل مع إدخال وإخراج الكلام، يسمى كابتن.
جرى تطويره في الأصل لراكبي الدراجات ولكن سرعان ما أصبح مفضلاً في المجتمعات المكفوفين بسبب انخفاض سعره مقارنةً بحلول الملاحة الأخرى التي يمكن الوصول إليها.